# Miha Vizjak
Miha Vizjak, slovenski sadjar, član Narodne čitalnice v Celju,  * 21. september 1814, Pečovje nad Štorami, † 17. marec 1892, Pečovje nad Štorami.

## Življenje in delo
Miha Vizjak, po domače Pečovšek, se je rodil kmetu Janezu in njegovi ženi Jeri (rojeni Žnidar). Osnovno šolo je obiskoval na Teharjah, po služenju vojaškega roka je po očetu prevzel kmetijo. 
Vizjak je bil ustanovitelj prve zasebne drevesnice v celjskem okrožju leta 1852. Za sadjarstvo je navdušil sina Matijo in z njim iz nemških drevesnic naročal na Slovenskem še neznane cepiče plemenitih sadnih vrst. Zasadila sta več sto mladih jablan (Karolina, Burhartova, arleanska in Baumannova reneta), hrušk (maslenka, pastorjevka) in češenj (črne, bele in rožnordeče hrustavke) ter drugo sadje. Veliko se je ukvarjal še z vinsko trto. Pri gojenju sadnega drevja se je zgledoval po nasvetih v Bleiweisovih Kmetijskih in rokodelskih novicah. Sadike in cepiče je podarjal kmetom in veleposestnikom. 
Poleg sadja je Vizjak prideloval okrasne rastline, veliko časa je namenil še sviloprejstvu. 

## Nagrade
Vizjak je s svojimi sadikami sodeloval na razstavah v Celju in Gradcu in prejel dve srebrni in tri zlate kolajne, leta 1864 pa ga je avstro-ogrski cesar odlikoval s srebrnim križcem za zasluge s krono. 

## Politično delovanje
Miha Vizjak je bil zaveden Slovenec ter član Narodne čitalnice v Celju. Z Antonom Gabričem sta podpisala oklic za II. slovenski tabor v Žalcu 6. septembra 1868. Ves čas je bil aktiven tudi v občinskem odboru na Teharjah, kjer je deloval kot županov svetovalec in borec proti nemškemu vplivu v Železarni Štore.